# Сай Годдард
Сай Годдард (яп. サイ・ゴダード / англ. Cy Goddard; нар. 2 квітня 1997, Лондон, Англія) — японський та англійський футболіст, півзахисник клубу італійської Серії B «Беневенто». виступав за юнацькі збірні Японії різних вікових категорій.

## Клубна кар'єра

### Ранні роки. «Тоттенгем Готспур»
Народився в Лондоні. Футболом розпочав займатися з 5-річного віку. Під час перших років навчання в школі приєднався до академії «Тоттенгем Готспур». У команді «Тоттенгем U-18» носив на спині футболку з 10-им ігровим номером та був одним з провідних гравців команди. У липні 2015 року переведений до команди U-21. Загалом у юнацьких та молодіжній команді «Шпор» провів 5 років. Годдар двічі продовжував контракт з клубом. У липні 2017 року повідомлялося, що Годдард не приєднався до першої команди клубу під час її турне по США; це сталося після того, як він відмовився від продовження контракту з «Тоттенгем Готспур» та прагнув залишити клуб. Також перебував у тренувальному таборі «Йокогама Ф. Марінос» в Ніїгаті (проте чи отримав пропозицію контракту невідомо).

### «Беневенто»
У серпні 2018 року підписав 3-річний контракт з клубом Серії B «Беневенто».
У вересні 2019 року відправився в оренду до представника Першого дивізіону Кіпру ФК «Пафос». За першу команду клубу дебютував 18 листопада 2018 року, вийшовши на заміну на 82-ій хвилині програного (1:3) поєдинку проти «Спеції». Більшу частину свого першого сезону в «Беневенто» просидів на лаві запасних, вийшовши на поле в 2-ох матчах першої команди. Згодом стало відомо, що японець перебрався до кіпрського клубу на правах оренди. 3 жовтня 2020 року відправився в 1-річну оренду до представника Індійської суперліги «Мумбаї Сіті».

### Кар'єра в збірній
Батько — британець, мати — японка. Виступав за юнацькі збірні Японії (U-16), (U-17) та (U-18). 

## Особисте життя
Щодо своєї національності, Годдард зазначив: «Я ніколи не хотів грати за Англію. Я завжди думав, що хочу грати за Японію. З 10 років це завжди було моєю метою. Якщо вони будуть так швидко прогресувати, то в майбутньому вони будуть кращими за Англію та багато країн. Я думаю, що багатьох хлопчиків [у молодіжній системі цієї країни] також шукають в інших місцях, а не в Англії. Багато людей у молодіжній системі не захоплюються збірною Англії та англійським способом гри у футбол. Щодо мене, то я завжди уявляв себе як граю за Японію». Він сказав, що не говорить японською, але відвідує уроки мови двічі на тиждень.

## Статистика виступів

### Клубна
Станом на 14 грудня 2020
| Клуб                   | Сезон              | Ліга                  | Ліга  | Ліга | Кубок | Кубок | Континентальні | Континентальні | Інші  | Інші | Загалом | Загалом |
| Клуб                   | Сезон              | Дивізіон              | Матчі | Голи | Матчі | Голи  | Матчі          | Голи           | Матчі | Голи | Матчі   | Голи    |
| ---------------------- | ------------------ | --------------------- | ----- | ---- | ----- | ----- | -------------- | -------------- | ----- | ---- | ------- | ------- |
| «Беневенто»            | 2018–19            | Серія B               | 2     | 0    | 0     | 0     | —              | —              | —     | —    | 2       | 0       |
| «Пафос» (оренда)       | 2019–20            | Перший дивізіон Кіпру | 6     | 0    | 2     | 0     | —              | —              | —     | —    | 8       | 0       |
| «Мумбаї Сіті» (оренда) | 2020–21            | Індійська суперліга   | 18    | 1    |       |       | —              | —              | —     | —    | 6       | 0       |
| Загалом за кар'єру     | Загалом за кар'єру | Загалом за кар'єру    | 14    | 0    | 2     | 0     | 0              | 0              | 0     | 0    | 16      | 0       |

## Досягнення

### Клубні
«Мумбаї Сіті»
- Індійська суперліга
  -  Чемпіон (1): 2020/21

- Прем'єрс Індійська суперліга
  -  Чемпіон (1): 2020/21